# Jacques de Mahieu
Jacques de Mahieu (Marsella, 31 d'octubre de 1915 – Buenos Aires, Argentina; 4 d'octubre de 1990) va ser un antropòleg franco-argentí d'ideologia nazi. Va escriure diversos llibres sobre esoterisme, que va barrejar amb teories antropològiques inspirades en el nazisme i racisme científic.
Col·laborador del règim de Vichy, després es va adherir a la ideologia peronista en la dècada de 1950. Va ser mentor d'un grup juvenil nacionalista catòlic en la dècada de 1960, i més tard en la vida, cap del capítol argentí del grup neonazi espanyol CEDADE.

## Biografia
Nascut en Marsella, de jove Jacques de Mahieu va ser influenciat per autors com Georges Sorel, Charles Maurras i Alexis Carrel i es va unir al moviment d'extrema dreta Action Française. Va ser col·laborador del règim de Vichy i va formar part de la 33a Divisió de Granaders SS Voluntaris Charlemagne a les Waffen-SS.
Després de la alliberament de França, va ser un dels primers a fugir a l'Argentina de Juan Domingo Perón. Un cop naturalitzat argentí, es va convertir en un ideòleg del moviment peronista, abans de convertir-se en mentor d'un grup juvenil nacionalista catòlic en la dècada de 1960.
Jacques de Mahieu va estudiar en les universitats de Mendoza i Buenos Aires; es va graduar en filosofia, com a doctor Honoris causa de medicina, doctor en ciències econòmiques i doctor en ciències polítiques.
Es va convertir en professor d'estudis antropològics a Buenos Aires com a vicedirector de l'Institut d'Estudis Humans (de 1953 a 1955 i novament de 1972 a 1976). També va ensenyar economia, etnografia i francès en la Universitat Nacional de Cuyo (1948-1955) i a la Universitat del Salvador (1964-1965). També va ser membre de l'Acadèmia Argentina de Sociologia (1952-1955) i conferenciant de les Forces Armades de la República Argentina (1961-1971).
Jacques de Mahieu va romandre a l'Argentina en els seus últims anys. Uki Goñi afirma que va ser fotografiat amb Carlos Menem durant l'última campanya presidencial de 1989. Jacques de Mahieu va encapçalar el capítol argentí del grup neonazi espanyol, CEDADE, fins a la seva mort a Buenos Aires, el 1990.
De Mahieu va escriure sobre l'Amèrica precolombina i el nazisme esotèric. Va viatjar al Paraguai per a fer estudis antropològics i va afirmar que les tribus Guayaki eren descendents dels vikings. Suposadament va viatjar al Brasil el 1974, on va visitar el parc Sete Cidades a Piauí i ho va considerar un establiment viking. Els seus llibres sobre els Cavallers Templers afirmen que es van establir a Mèxic abans que Colón.
Jacques de Mahieu va morir el 4 de octubre de 1990.

## Obres
- Le grand voyage du dieu-soleil'. Editorial Robert Laffont, 1974; ASIN B0000DMVHD.
- Les templiers en Amérique. J'ai Lu, 1999; ISBN 978-2-277-22137-1.
- Drakkars sur l'Amazone. Copernicus Diffusion, 1977, ISBN 978-2-85984-002-0.
- La fabuleuse epopée des troyens en Amérique du Sud (amb referències a Thule). Editorial Pardès, 1998; ISBN 2-86714-142-7.
- Europa y el nacionalsocialismo: desde el tratado de Versalles, vídeo.
- La agonía del dios Sol.
- El rey vikingo del Paraguay.
- La geografía secreta de América.
- La inteligencia organizadora. San Luis: Editorial San Luis, 1950.
- Filosofía de la estética. San Luis: Universidad Nacional de Cuyo, 1950.
- Evolución y porvenir del sindicalismo. Buenos Aires: Arayú, 1954.
- La economía comunitaria. Buenos Aires: Universidad Argentina de Ciencias Sociales, 1964.
- Diccionario de ciencia política. Buenos Aires: Books International, 1966.
- Proletariado y cultura. Buenos Aires: Marú, 1967.
- Fundamentos de biopolítica. Buenos Aires: Centro Editor Argentino, 1968.
- Maurrás i Sorel. Buenos Aires: Centro Editor Argentino, 1969.
- Tratado de sociología general. Buenos Aires: Centro Editor Argentino, 1969.
- El estado comunitario. Buenos Aires: La Bastilla (2.ª edición), 1973.
- La naturaleza del cosmos. Toledo: Retorno, 2008. ISBN 978-84-935077-2-5.